# フィンガースナップ
フィンガースナップ（指鳴らし，英: finger snap）は、指を鳴らす動作のこと。日本では指パッチンの名で知られている。

## 方法
親指との間に張力をかけた中指や薬指を、手のひら（親指の付け根の部分）に勢いよく打ち当てることで「パチン」という破裂音を立てる。なお、この音は手を叩いて音を出す原理とほぼ同じであり、空気を弾くことで鳴る音である。
ボイスパーカッションのいないアカペラグループの楽曲で取り入れている事もあり、ボディパーカッションの一種として見られている。フィンガースナップが特徴的な楽曲にDREAMS COME TRUEの『LOVE LOVE LOVE』がある。楽曲前半でリズム楽器として取り入れられている。

## 記録
2017年1月時点での世界記録は大阪府在住の19歳の男子大学生（いずれも記録達成時）が達成したものであり、片手で1分間に296回を記録した。
バラエティ番組『探偵!ナイトスクープ』の2016年11月4日放送分（朝日放送テレビほか）にて、依頼者であるこの大学生が非公式ながら片手で1分間に292回の指鳴らしを記録した。ただ、ギネス世界記録として認定されるためにはギネスブック公式認定員立ち合いのもとでの記録達成と認定が必要であるため、同番組の年末特番『探偵!ナイトスクープ 年忘れファン感謝祭2016』の収録日（2016年12月23日）にこの依頼者と公式認定員を呼び、実際にスタジオで挑戦した。その結果、片手で1分間に296回を記録して認定され、認定証が手渡された。スタジオでの模様は、ギネス世界記録のYouTube公式サイトでも紹介された。
なお、2025年1月の時点で、指鳴らしのギネス世界記録は、2021年4月18日にアメリカ合衆国のCory Macellaroが達成した「1分間に437回」である。

## 参考
- "ギネス更新！？高速指パッチン". 探偵！ナイトスクープ. 2016年11月4日. 朝日放送。

- “Black, White and Stinky: Explaining Coloration in Skunks and Other Boldly Colored Animals”.   University of Massachusetts Amherst (2021年4月18日). 2023年2月18日閲覧。